# A Abelha Maia (personagem)
A Abelha Maia (em alemão Die Biene Maja) é uma personagem, uma série de desenho animado e um livro infantojuvenil escrito pelo alemão Waldemar Bonsels, cuja primeira edição data de 1912.
Neste livro de contos para crianças, Maia e os seus amigos Willy, (um zangão) Flip (um gafanhoto) e muitos outros insectos têm uma vida bastante animada. Outra personagem importante é a D. Cassandra, a professora de Maia, que lhe ensina as virtudes da sociedade das abelhas. O livro descreve o desenvolvimento de Maia, de uma criança aventureira e irrefletida até se tornar um adulto responsável na sociedade das abelhas.
Wolfram Junghans, um fotógrafo alemão, realizou um filme sobre a história original em 1924. O filme foi recuperado em 2005 pelo Arquivo Finlandês de Filmes junto com o Bundesarchiv-Filmarchiv e exibido em Hamburgo e Helsínquia. 
A história foi também adaptada para televisão pela companhia de animação japonesa Nippon Animation em 1975, com o título Mitsubachi Maya no Boken (みつばちマーヤの冒険) tendo ganho relevância no canal de televisão RTP em Portugal entre 1978 e 1980 (emitido até 1982) como A Abelha Maia. A série também teve um filme intitulado Abelha Maia: O Filme produzido pelo Studio 100 Animation.
A Abelha Maia é muito popular em países de língua alemã. Na Alemanha, está entre os cinco personagens mais reconhecidos pelas crianças, infantis mais populares, tendo sido continuamente exibido, desde sua estréia na televisão alemã em 1976.
Uma banda desenhada baseado nas séries de televisão foi produzida pelo editor alemão Bastei Verlag e traduzida/publicada em vários países.

## A trama

### Obra literária
O livro "As Aventuras da Abelha Maia" (em alemão Die Biene Maja und ihre Abenteuer), original de Bonsels é bastante curto, possuindo apenas 200 páginas. O enredo é centrado na relação de uma abelha (Maia) com a sua colmeia e as aventuras que servem para educar a jovem Maia. Na série de televisão, por outro lado, é aumentada a importância relativa das aventuras.

### Anime
Maia é uma abelha nascida numa colmeia que atravessa tempos conturbados: a colmeia está prestes a ser dividida em duas colónias novas. Maia é criada pela sua professora, D. Cassandra. Durante uma das aulas de sua professora, faz amizade com Willy, um amigo mandrião, cobarde e desajeitado, que não era um nerd, mas tinha mais interesse pelas aulas de D. Cassandra e os estudos do que a vida fora da colmeia, além de ser tímido e feio. Apesar das advertências de D. Cassandra, Maia deseja explorar o mundo exterior e comete a traição imperdoável de deixar a colmeia e as suas responsabilidades posteriores. Willy também se junta a ela e vivem momentos de amizade e diversão, no entanto, ele tem muitos problemas em arranjar comida e medo de predadores e por isso nos últimos episódios ele regressa à colmeia. Durante as aventuras dela, Maia, agora exilada, faz amizade com outros insectos e juntos ultrapassam várias situações perigosas. No clímax do livro, Maia é aprisionada pelas vespas, os piores inimigos das abelhas.
Enquanto está presa, Maia descobre um plano das vespas para atacar a colmeia onde nasceu. Assim, Maia encontra-se no dilema de enfrentar a situação: voltar ao enxame e sofrer o seu devido castigo, salvando a colmeia, ou não avisar ninguém, salvando-se a si mesma do castigo, mas permitindo a destruição da colmeia. Como é esperado, após ponderar muito sobre o assunto, Maia toma a decisão de regressar. Na colmeia, ela anuncia que é iminente um ataque das vespas e, inesperadamente, é perdoada. Prevenidas, as abelhas triunfam sobre a força de ataque das vespas. Maia, agora uma heroína da colmeia, torna-se uma professora como Sra. Cassandra e partilha as suas experiências e sabedoria com a geração futura.

## Principais personagens
- Maia: A protagonista titular da série. Curiosa, irriequeta e às vezes travessa. Nada a para, mete-se em sarilhos e é capaz até de sorrir nas piores situações e de arriscar a sua própria vida para ver o que lhe rodeia.
- Flip: O gafanhoto principal da série. É como um explicador para Maia e Willy, visto que quando têm dúvidas é a ele a quem recorrem. Ele não gosta de trabalhar e vive a apreciar a vida e não gosta de complicações. Embora Flip possua um caráter pacato e imaturo, ele revela inteligência e algumas vezes ajuda os mais fracos da série, especialmente a Maia. No episódio "O Flip cai na armadilha" é revelado que antes de Maia e Willy nascerem chegou a namorar e teve problemas na escola, além de que noutra ocasião é revelado que tem um irmão-gémeo chamado Flap. Tem um grande talento para cozer folhas, criando assim casas para si próprio.
- Willy: O melhor amigo de Maia, e o seu oposto. É tímido, preguiçoso e um pouco cobarde. Tal como a Dª Cassandra, também gosta que tudo esteja calmo ao seu redor. Ele é secretamente apaixonado por Maia e nunca a larga. Num episódio da série clássica (e até no filme de 2015) é revelado que Willy é quatro anos mais velho que Maia.
- D. Cassandra: A professora da colmeia de Maia. Já na meia-idade, possui um sotaque austríaco e fortes conhecimentos em ciências naturais. Quando não está a dar aulas serve como aliada à rainha. Madura e trabalhadora, educa e ensina aos alunos os perigos e o comportamento dos insetos e dos mamíferos. Ela leva o seu trabalho a sério e sempre que os seus alunos seu portam mal castiga-os com sermões. Ela ressona enquanto dorme.
- Kurt: Forte e comilão. Simpatiza-se com toda à gente e carrega as coisas mais pesadas. Ele arranja maneira de se ocupar, mas às vezes não abunda muito da inteligência. Como ele é um escaravelho, ele usa alguns utensílio de mau cheiro, o que faz com que às vezes muitos prefiram ficar longe dele.
- Tekla: A principal antagonista da série. Já idosa, detesta que lhe destruam a teia e vive a vida a desprezar tudo e todos. Ela alimenta-se das presas que caem na sua teia, mas é sempre impedida por elas próprias. Os seus dotes em culinária são altos.

## Controvérsias
Abelha Maia foi criticada pela imprensa e por outras entidades da Alemanha pela representação ofensiva e estereotipada nas vespas malignas ao povo judeu. Outras acusações envolvem também mensagens subliminares sobre militarismo e nazismo nos enredos.

###### Episódios
Antes da distribuição internacional da série, o Japão reeditou o primeiro episódio da série clássica devido a imagens pesadas e publico-alvo infantil. A primeira cena ocorre numa aula da D. Cassandra, onde esta apresenta um desenho de uma vespa. E em seguida aparece uma imagem adulta e sombria deste. Outras cenas censuradas foi numa em que uma abelha enfrenta uma tempestade e entra na colmeia, com as asas e corpo danificadas, quase a morrer. Estas cenas geraram polémica entre os editores e sistematicamente foram cortadas para a Televisão e o Merchandising. No entanto, dá para achar no YouTube alguns videos dessas imagens.
Em 2017, enquanto um pai assistia o desenho com seu filho na Netflix, foi visto no episódio 35 da 1ª Temporada um desenho de um órgão sexual masculino no tronco de uma árvore, depois disso, o pai comunicou com a Studio 100 Animation para retirar o episódio imediatamente, depois disso, a série nunca mais apareceu na Netflix, e o episódio não pode ser mais visto, mas, na internet, é possível ver a imagem do tronco.